# Vehicle of Spirit
Vehicle of Spirit är ett livealbum och en live-video av det finska bandet Nightwish under Endless Forms Most Beautiful World Tour. 
Två konserter spelades in, en på Wembley arena den 19 december 2015 och en från Ratina stadion (Tammerfors, Finland) den 31 juli 2015. Som extra material så har även vissa låtar spelats in runt om i världen på diverse spelningar.
CD-skivan innehåller Wembley konserten bara.
Det släpptes den 16 december 2016.

## Låtlista

### The Wembley show
1. Shudder Before The Beautiful
2. Yours Is An Empty Hope
3. Ever Dream
4. Storytime
5. My Walden
6. While Your Lips Are Still Red
7. Élan
8. Weak Fantasy
9. 7 Days To The Wolves
10. Alpenglow
11. The Poet And The Pendulum
12. Nemo
13. I Want My Tears Back
14. Stargazers
15. Ghost Love Score
16. Last Ride Of The Day
17. The Greatest Show On Earth

### The Tampere show
1. Shudder Before The Beautiful
2. Yours Is An Empty Hope
3. Amaranth
4. She Is My Sin
5. Dark Chest Of Wonders
6. My Walden
7. The Islander
8. Élan
9. Weak Fantasy
10. Storytime
11. Endless Forms Most Beautiful
12. Alpenglow
13. Stargazers
14. Sleeping Sun
15. Ghost Love Score
16. Last Ride Of The day
17. The Greatest Show On Earth

### Extras
1. Weak Fantasy (Vancouver)
2. Nemo (Buenos Aires)
3. The Poet And The Pendulum (Mexico City)
4. Yours Is An Empty Hope (Joensuu)
5. 7 Days To The Wolves (Espoo, Barona Arena)
6. Sleeping Sun (Masters Of Rock)
7. Sahara (Tampa Bay)
8. Edemah Ruh acoustic (Nightwish Cruise)
9. Last Ride Of The Day (Rock In Rio feat. Tony Kakko)
10. Élan (Sydney)
11. Richard Dawkins Interview From Wembley